# Haplochromis astatodon
Haplochromis astatodon és una espècie de peix de la família dels cíclids i de l'ordre dels perciformes.

## Morfologia
Els mascles poden assolir els 10,1 cm de longitud total.

## Distribució geogràfica
Es troba al llac Kivu (Àfrica oriental).